# FA Cup 2006-07
La FA Cup 2006-07 (también conocida como The FA Cup sponsored by E.ON por razones de patrocinio) fue la 126.ª edición del más antiguo torneo de fútbol reconocido en el mundo. 
La competición comenzó el 18 de agosto de 2006, con una ronda preliminar de 687 equipos que concluyó en la final del 19 de mayo de 2007, en Wembley.
El Chelsea obtuvo la FA Cup derrotando por 1-0 al Manchester United en la final con gol de Didier Drogba en el tiempo extra.

## Calendario
| Ronda                        | Fecha                    | Partidos | Clubes    | Nuevos participantes | Prize money |
| ---------------------------- | ------------------------ | -------- | --------- | -------------------- | ----------- |
| Ronda extra preliminar       | 19 de agosto de 2006     | 129      | 687 → 558 | ninguno              | £500        |
| Ronda preliminar             | 2 de septiembre de 2006  | 166      | 558 → 392 | 203                  | £1,000      |
| Primera ronda clasificatoria | 16 de septiembre de 2006 | 116      | 392 → 276 | 66                   | £2,250      |
| Segunda ronda clasificatoria | 30 de septiembre de 2006 | 80       | 276 → 196 | 44                   | £3,750      |
| Tercera ronda clasificatoria | 14 de octubre de 2006    | 40       | 196 → 156 | ninguno              | £5,000      |
| Cuarta ronda clasificatoria  | 28 de octubre de 2006    | 32       | 156 → 124 | 24                   | £10,000     |
| Primera ronda                | 11 de noviembre de 2006  | 40       | 124 → 840 | 48                   | £16,000     |
| Segunda ronda                | 2 de diciembre de 2006   | 20       | 84 → 64   | ninguno              | £24,000     |
| Tercera ronda                | 6 de enero de 2007       | 32       | 64 → 32   | 44                   | £40,000     |
| Cuarta ronda                 | 27 de enero de 2007      | 16       | 32 → 16   | ninguno              | £60,000     |
| Quinta ronda                 | 17 de febrero de 2007    | 8        | 16 → 80   | ninguno              | £120,000    |
| Sexta ronda                  | 10 de marzo de 2007      | 4        | 8 → 4     | ninguno              | £300,000    |
| Semifinales                  | 14 de abril de 2007      | 2        | 4 → 2     | ninguno              | £900,000    |
| Final                        | 19 de mayo de 2007       | 1        | 2 → 1     | ninguno              | £1,000,000  |

## Primera ronda
| N.º                                           | Local                  | Resultado | Visitante              | Asistencia |
| --------------------------------------------- | ---------------------- | --------- | ---------------------- | ---------- |
| 1                                             | AFC Bournemouth        | 4–0       | Boston United          | 4,263      |
| 2                                             | Wycombe Wanderers      | 2–1       | Oxford United          | 6,279      |
| 3                                             | Peterborough United    | 3–0       | Rotherham United       | 4,281      |
| 4                                             | Torquay United         | 2–1       | Leatherhead            | 2,218      |
| 5                                             | Morecambe              | 2–1       | Kidderminster Harriers | 1,673      |
| 6                                             | Tranmere Rovers        | 4–2       | Woking                 | 4,591      |
| 7                                             | Salisbury City         | 3–0       | Fleetwood Town         | 2,684      |
| 8                                             | Chelmsford City        | 1–1       | Aldershot Town         | 2,838      |
| replay                                        | Aldershot Town         | 2–0       | Chelmsford City        | 2,731      |
| 9                                             | Weymouth               | 2–2       | Bury                   | 2,503      |
| replay                                        | Bury                   | 4–3       | Weymouth               | 2,231      |
| 10                                            | Nottingham Forest      | 5–0       | Yeading                | 7,704      |
| 11                                            | Stafford Rangers       | 1–1       | Maidenhead United      | 1,526      |
| replay                                        | Maidenhead United      | 0–2       | Stafford Rangers       | 1,934      |
| 12                                            | Shrewsbury Town        | 0–0       | Hereford United        | 5,574      |
| replay                                        | Hereford United        | 2–0       | Shrewsbury Town        | 4,224      |
| 13                                            | Northampton Town       | 0–0       | Grimsby Town           | 4,092      |
| replay                                        | Grimsby Town           | 0–2       | Northampton Town       | 2,657      |
| 14                                            | Wrexham                | 1–0       | Stevenage Borough      | 2,863      |
| 15                                            | Chesterfield           | 0–1       | Basingstoke Town       | 3,539      |
| 16                                            | Gainsborough Trinity   | 1–3       | Barnet                 | 1,914      |
| 17                                            | Lewes                  | 1–4       | Darlington             | 2,000      |
| 18                                            | Clevedon Town          | 1–4       | Chester City           | 2,261      |
| 19                                            | Barrow                 | 2–3       | Bristol Rovers         | 2,939      |
| 20                                            | Rushden & Diamonds     | 3–1       | Yeovil Town            | 2,530      |
| 21                                            | Burton Albion          | 1–2       | Tamworth               | 4,150      |
| 22                                            | Farsley Celtic         | 0–0       | Milton Keynes Dons     | 2,200      |
| replay                                        | Milton Keynes Dons     | 2–0       | Farsley Celtic         | 2,676      |
| 23                                            | Brentford              | 0–1       | Doncaster Rovers       | 3,607      |
| 24                                            | Gillingham             | 4–1       | Bromley                | 5,547      |
| 25                                            | York City              | 0–1       | Bristol City           | 3,525      |
| 26                                            | Bishop's Stortford     | 3–5       | King's Lynn            | 1,750      |
| 27                                            | Exeter City            | 1–2       | Stockport County       | 4,454      |
| 28                                            | Newport County         | 1–3       | Swansea City           | 4,660      |
| 29                                            | Kettering Town         | 3–4       | Oldham Athletic        | 3,481      |
| 30                                            | Rochdale               | 1–1       | Hartlepool United      | 2,098      |
| replay                                        | Hartlepool United      | 0–0       | Rochdale               | 2,788      |
| Hartlepool United ganó por 4-2 en los penales |                        |           |                        |            |
| 31                                            | Brighton & Hove Albion | 8–0       | Northwich Victoria     | 4,487      |
| 32                                            | Mansfield Town         | 1–0       | Accrington Stanley     | 3,909      |
| 33                                            | Cheltenham Town        | 0–0       | Scunthorpe United      | 2,721      |
| replay                                        | Scunthorpe United      | 2–0       | Cheltenham Town        | 3,074      |
| 34                                            | Macclesfield Town      | 0–0       | Walsall                | 2,018      |
| replay                                        | Walsall                | 0–1       | Macclesfield Town      | 3,114      |
| 35                                            | Bradford City          | 4–0       | Crewe Alexandra        | 3,483      |
| 36                                            | Leyton Orient          | 2–1       | Notts County           | 3,011      |
| 37                                            | Swindon Town           | 3–1       | Carlisle United        | 4,938      |
| 38                                            | Huddersfield Town      | 0–1       | Blackpool              | 6,597      |
| 39                                            | Havant & Waterlooville | 1–2       | Millwall               | 5,793      |
| 40                                            | Port Vale              | 2–1       | Lincoln City           | 3,884      |

## Segunda ronda
| N.º                                                                          | Local                  | Resultado | Visitante           | Asistencia |
| ---------------------------------------------------------------------------- | ---------------------- | --------- | ------------------- | ---------- |
| 1                                                                            | Milton Keynes Dons     | 0–2       | Blackpool           | 3,837      |
| 2                                                                            | Scunthorpe United      | 0–2       | Wrexham             | 5,054      |
| 3                                                                            | Brighton & Hove Albion | 3–0       | Stafford Rangers    | 5,741      |
| 4                                                                            | Bristol City           | 4–3       | Gillingham          | 5,663      |
| 5                                                                            | Hereford United        | 4–0       | Port Vale           | 4,076      |
| 6                                                                            | Macclesfield Town      | 2–1       | Hartlepool United   | 1,992      |
| 7                                                                            | Stockport County       | 2–1       | Wycombe Wanderers   | 3,821      |
| 8                                                                            | Bury                   | 2–2       | Chester City        | 3,428      |
| replay                                                                       | Chester City           | 1–3       | Bury                | 2,810      |
| Bury fue descalificado por usar un jugador mal inscrito; Chester City avanzó |                        |           |                     |            |
| 9                                                                            | Barnet                 | 4–1       | Northampton Town    | 2,786      |
| 10                                                                           | Tranmere Rovers        | 1–2       | Peterborough United | 6,308      |
| 11                                                                           | King's Lynn            | 0–2       | Oldham Athletic     | 5,444      |
| 12                                                                           | Darlington             | 1–3       | Swansea City        | 4,183      |
| 13                                                                           | Salisbury City         | 1–1       | Nottingham Forest   | 3,100      |
| replay                                                                       | Nottingham Forest      | 2–0       | Salisbury City      | 6,177      |
| 14                                                                           | Torquay United         | 1–1       | Leyton Orient       | 2,392      |
| replay                                                                       | Leyton Orient          | 1–2       | Torquay United      | 2,384      |
| 15                                                                           | Bristol Rovers         | 1–1       | Bournemouth         | 6,252      |
| replay                                                                       | Bournemouth            | 0–1       | Bristol Rovers      | 4,153      |
| 16                                                                           | Bradford City          | 0–0       | Millwall            | 4,346      |
| replay                                                                       | Millwall               | 0–0       | Bradford City       | 3,220      |
| Millwall ganó 1-0 en el tiempo extra                                         |                        |           |                     |            |
| 17                                                                           | Swindon Town           | 1–0       | Morecambe           | 5,942      |
| 18                                                                           | Mansfield Town         | 1–1       | Doncaster Rovers    | 4,837      |
| replay                                                                       | Doncaster Rovers       | 2–0       | Mansfield Town      | 5,338      |
| 19                                                                           | Aldershot Town         | 1–1       | Basingstoke Town    | 4,525      |
| replay                                                                       | Basingstoke Town       | 1–3       | Aldershot Town      | 3,300      |
| 20                                                                           | Rushden & Diamonds     | 1–2       | Tamworth            | 2,815      |

## Tercera ronda
| N.º    | Local                   | Resultado | Visitante               | Asistencia |
| ------ | ----------------------- | --------- | ----------------------- | ---------- |
| 1      | Blackpool               | 4–2       | Aldershot Town          | 6,355      |
| 2      | Barnet                  | 2–1       | Colchester United       | 3,075      |
| 3      | Sheffield United        | 0–3       | Swansea City            | 15,896     |
| 4      | Reading                 | 3–2       | Burnley                 | 11,514     |
| 5      | Portsmouth              | 2–1       | Wigan Athletic          | 14,336     |
| 6      | Doncaster Rovers        | 0–4       | Bolton Wanderers        | 14,297     |
| 7      | West Ham United         | 3–0       | Brighton & Hove Albion  | 32,874     |
| 8      | Leicester City          | 2–2       | Fulham                  | 15,499     |
| replay | Fulham                  | 4–3       | Leicester City          | 11,222     |
| 9      | Derby County            | 3–1       | Wrexham                 | 15,609     |
| 10     | Wolverhampton Wanderers | 2–2       | Oldham Athletic         | 14,524     |
| replay | Oldham Athletic         | 0–2       | Wolverhampton Wanderers | 9,628      |
| 11     | Chester City            | 0–0       | Ipswich Town            | 4,330      |
| replay | Ipswich Town            | 1–0       | Chester City            | 11,732     |
| 12     | Manchester United       | 2–1       | Aston Villa             | 74,924     |
| 13     | Sheffield Wednesday     | 1–1       | Manchester City         | 28,487     |
| replay | Manchester City         | 2–1       | Sheffield Wednesday     | 25,621     |
| 14     | Tamworth                | 1–4       | Norwich City            | 3,165      |
| 15     | Nottingham Forest       | 2–0       | Charlton Athletic       | 19,017     |
| 16     | Cardiff City            | 0–0       | Tottenham Hotspur       | 20,376     |
| replay | Tottenham Hotspur       | 4–0       | Cardiff City            | 27,641     |
| 17     | Preston North End       | 1–0       | Sunderland              | 10,318     |
| 18     | Liverpool               | 1–3       | Arsenal                 | 43,619     |
| 19     | Bristol Rovers          | 1–0       | Hereford United         | 8,978      |
| 20     | Watford                 | 4–1       | Stockport County        | 11,745     |
| 21     | Crystal Palace          | 2–1       | Swindon Town            | 10,238     |
| 22     | Bristol City            | 3–3       | Coventry City           | 13,336     |
| replay | Coventry City           | 0–2       | Bristol City            | 13,055     |
| 23     | Peterborough United     | 1–1       | Plymouth Argyle         | 6,255      |
| replay | Plymouth Argyle         | 2–1       | Peterborough United     | 9,973      |
| 24     | Queens Park Rangers     | 2–2       | Luton Town              | 10,064     |
| replay | Luton Town              | 1–0       | Queens Park Rangers     | 7,494      |
| 25     | Southend United         | 1–1       | Barnsley                | 5,485      |
| replay | Barnsley                | 0–2       | Southend United         | 4,944      |
| 26     | West Bromwich Albion    | 3–1       | Leeds United            | 16,957     |
| 27     | Hull City               | 1–1       | Middlesbrough           | 17,520     |
| replay | Middlesbrough           | 4–3       | Hull City               | 16,702     |
| 28     | Birmingham City         | 2–2       | Newcastle United        | 16,444     |
| replay | Newcastle United        | 1–5       | Birmingham City         | 26,099     |
| 29     | Torquay United          | 0–2       | Southampton             | 5,396      |
| 30     | Everton                 | 1–4       | Blackburn Rovers        | 24,426     |
| 31     | Chelsea                 | 6–1       | Macclesfield Town       | 41,434     |
| 32     | Stoke City              | 2–0       | Millwall                | 8,024      |

## Cuarta ronda
| N.º                                                                          | Local                   | Resultado | Visitante            | Asistencia |
| ---------------------------------------------------------------------------- | ----------------------- | --------- | -------------------- | ---------- |
| 1                                                                            | Arsenal                 | 1–1       | Bolton Wanderers     | 59,778     |
| replay                                                                       | Bolton Wanderers        | 1–1       | Arsenal              | 21,088     |
| Arsenal ganó por 3-1 en el tiempo extra                                      |                         |           |                      |            |
| 2                                                                            | West Ham United         | 0–1       | Watford              | 31,168     |
| 3                                                                            | Bristol City            | 2–2       | Middlesbrough        | 19,008     |
| replay                                                                       | Middlesbrough           | 1–1       | Bristol City         | 26,328     |
| Fue empate 2-2 en el tiempo extra. Middlesbrough ganó por 5-4 en los penales |                         |           |                      |            |
| 4                                                                            | Chelsea                 | 3–0       | Nottingham Forest    | 41,516     |
| 5                                                                            | Ipswich Town            | 1–0       | Swansea City         | 16,635     |
| 6                                                                            | Tottenham Hotspur       | 3–1       | Southend United      | 33,406     |
| 7                                                                            | Barnet                  | 0–2       | Plymouth Argyle      | 5,204      |
| 8                                                                            | Birmingham City         | 2–3       | Reading              | 20,041     |
| 9                                                                            | Derby County            | 1–0       | Bristol Rovers       | 25,033     |
| 10                                                                           | Manchester City         | 3–1       | Southampton          | 26,496     |
| 11                                                                           | Crystal Palace          | 0–2       | Preston North End    | 8,422      |
| 12                                                                           | Manchester United       | 2–1       | Portsmouth           | 71,137     |
| 13                                                                           | Blackpool               | 1–1       | Norwich City         | 9,491      |
| replay                                                                       | Norwich City            | 1–1       | Blackpool            | 19,120     |
| Norwich City ganó por 3-2 en el tiempo extra                                 |                         |           |                      |            |
| 14                                                                           | Luton Town              | 0–4       | Blackburn Rovers     | 5,887      |
| 15                                                                           | Wolverhampton Wanderers | 0–3       | West Bromwich Albion | 28,107     |
| 16                                                                           | Fulham                  | 3–0       | Stoke City           | 11,059     |

## Quinta ronda
| N.º                                       | Local                | Resultado | Visitante            | Asistencia |
| ----------------------------------------- | -------------------- | --------- | -------------------- | ---------- |
| 1                                         | Chelsea              | 4–0       | Norwich City         | 41,537     |
| 2                                         | Watford              | 1–0       | Ipswich Town         | 17,016     |
| 3                                         | Preston North End    | 1–3       | Manchester City      | 18,890     |
| 4                                         | Plymouth Argyle      | 2–0       | Derby County         | 18,026     |
| 5                                         | Manchester United    | 1–1       | Reading              | 70,608     |
| replay                                    | Reading              | 2–3       | Manchester United    | 23,821     |
| 6                                         | Arsenal              | 0–0       | Blackburn Rovers     | 56,761     |
| replay                                    | Blackburn Rovers     | 1–0       | Arsenal              | 18,882     |
| 7                                         | Middlesbrough        | 2–2       | West Bromwich Albion | 31,491     |
| replay                                    | West Bromwich Albion | 1–1       | Middlesbrough        | 24,925     |
| Middlesbrough ganó por 5-4 en los penales |                      |           |                      |            |
| 8                                         | Fulham               | 0–4       | Tottenham Hotspur    | 18,655     |

## Sexta ronda
| 10 de marzo de 2007, 17:30 | Middlesbrough                  | 2:2     | Manchester United          | Estadio de Riverside, Middlesbrough,                   |                                                        |
|                            | - Cattermole 44' - Boateng 47' | Reporte | - 23' Rooney - 74' Ronaldo | Asistencia: 33.308 espectadores Árbitro(s): Rob Styles | Asistencia: 33.308 espectadores Árbitro(s): Rob Styles |

| 11 de marzo de 2007, 12:45 | Chelsea                        | 3:3     | Tottenham Hotspur                      | Stamford Bridge, Londres,                              |                                                        |
|                            | - Lampard 22', 71' - Kalou 86' | Reporte | - 5' Berbatov - 28' Essien - 36' Ghaly | Asistencia: 41.517 espectadores Árbitro(s): Mike Riley | Asistencia: 41.517 espectadores Árbitro(s): Mike Riley |

| 11 de marzo de 2007, 16:00 | Blackburn Rovers               | 2:0     | Manchester City | Ewood Park, Blackburn,                                |                                                       |
|                            | - Mokoena 28' - Derbyshire 90' | Reporte |                 | Asistencia: 27.743 espectadores Árbitro(s): Mike Dean | Asistencia: 27.743 espectadores Árbitro(s): Mike Dean |

| 11 de marzo de 2007, 18:00 | Plymouth Argyle | 0:1     | Watford       | Home Park, Plymouth,                                  |                                                       |
|                            |                 | Reporte | - 21' Bouazza | Asistencia: 20.652 espectadores Árbitro(s): Chris Foy | Asistencia: 20.652 espectadores Árbitro(s): Chris Foy |

### Replays
| 19 de marzo de 2007, 20:00 | Manchester United | 1:0     | Middlesbrough | Old Trafford, Mánchester,                             |                                                       |
|                            | - Ronaldo 76'     | Reporte |               | Asistencia: 71.325 espectadores Árbitro(s): Mike Dean | Asistencia: 71.325 espectadores Árbitro(s): Mike Dean |

| 19 de marzo de 2007, 20:05 | Tottenham Hotspur | 1:2     | Chelsea                                | White Hart Lane, Londres,                                   |                                                             |
|                            | - Keane 76'       | Reporte | - 54' Shevchenko - 61' Wright-Phillips | Asistencia: 35.519 espectadores Árbitro(s): Martin Atkinson | Asistencia: 35.519 espectadores Árbitro(s): Martin Atkinson |

## Semifinales

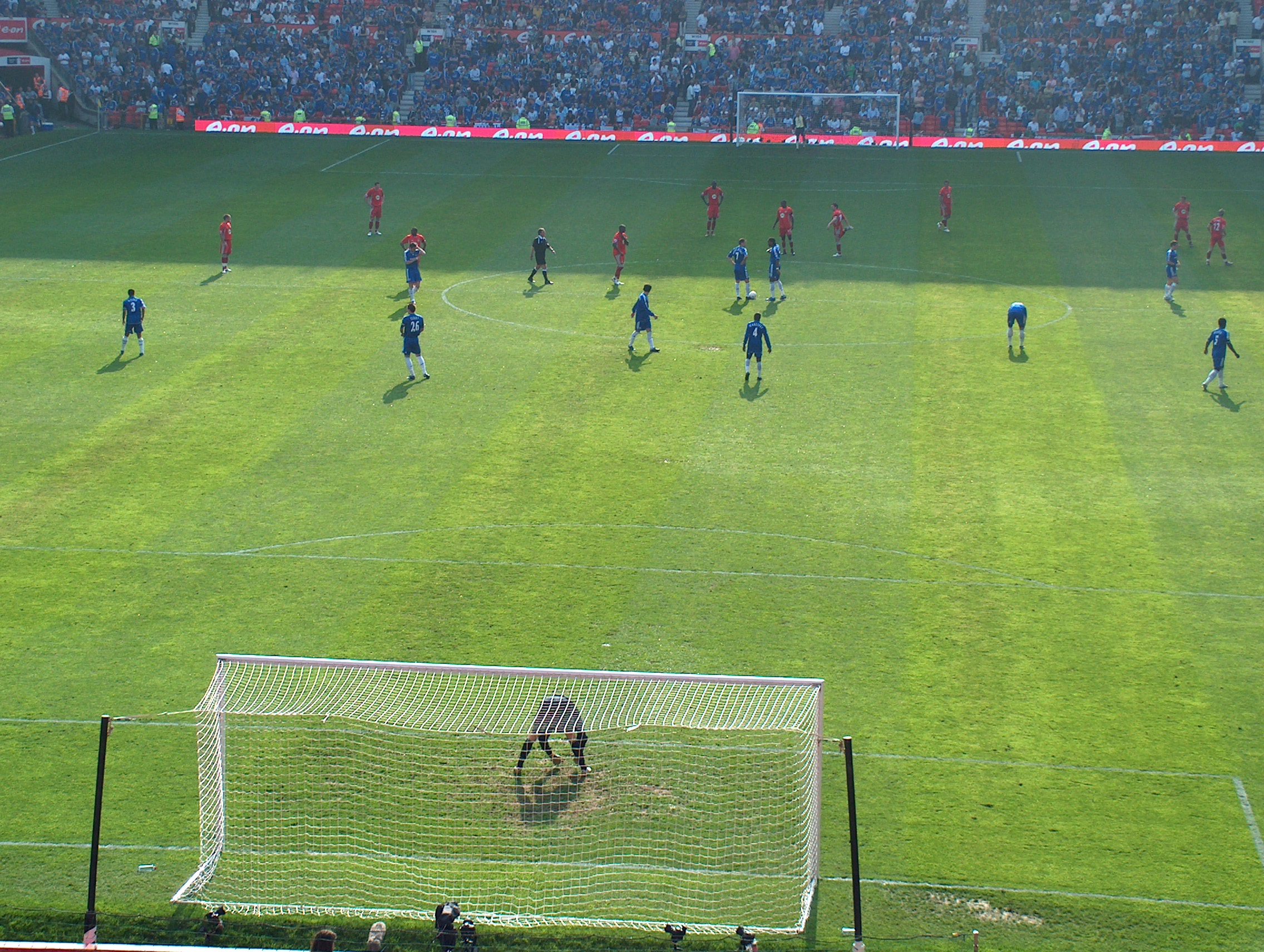
Encuentro entre el Chelsea y el Balckburn Rovers

A diferencias de las demás rondas, las semifinales se jugaron en campos neutrales, sin replays en caso de empates, si no tiempo extra y, en caso de empate, lanzamiento de penaltis.
| 14 de abril de 2007, 17:30 | Watford       | 1:4     | Manchester United                               | Villa Park, Birmingham,                                 |                                                         |
|                            | - Bouazza 26' | Reporte | - 7', 66' Rooney - 28' Ronaldo - 82' Richardson | Asistencia: 37.425 espectadores Árbitro(s): Howard Webb | Asistencia: 37.425 espectadores Árbitro(s): Howard Webb |

| 15 de abril de 2007, 16:00 | Blackburn Rovers | 1:2     | Chelsea                      | Old Trafford, Mánchester,                              |                                                        |
|                            | - Roberts 64'    | Reporte | - 16' Lampard - 109' Ballack | Asistencia: 50.559 espectadores Árbitro(s): Alan Wiley | Asistencia: 50.559 espectadores Árbitro(s): Alan Wiley |

## Final
| 1     | POR   | Petr Čech             |     |
| 20    | DEF   | Paulo Ferreira        |     |
| 5     | DEF   | Michael Essien        |     |
| 26    | DEF   | John Terry            |     |
| 18    | DEF   | Wayne Bridge          |     |
| 4     | MED   | Claude Makelele       |     |
| 12    | MED   | John Obi Mikel        |     |
| 8     | MED   | Frank Lampard         |     |
| 24    | MED   | Shaun Wright-Phillips | 93' |
| 10    | MED   | Joe Cole              | 45' |
| 11    | DEL   | Didier Drogba         |     |
| D. T. | D. T. | José Mourinho         |     |

| 1     | POR   | Edwin van der Sar |      |
| 6     | DEF   | Wes Brown         |      |
| 5     | DEF   | Rio Ferdinand     |      |
| 15    | DEF   | Nemanja Vidić     |      |
| 4     | DEF   | Gabriel Heinze    |      |
| 24    | MED   | Darren Fletcher   | 92'  |
| 18    | MED   | Paul Scholes      |      |
| 16    | MED   | Michael Carrick   | 112' |
| 7     | MED   | Cristiano Ronaldo |      |
| 11    | DEL   | Ryan Giggs        | 112' |
| 8     | DEL   | Wayne Rooney      |      |
| D. T. | D. T. | Sir Alex Ferguson |      |

| 16 | MED | Arjen Robben  | 45'      |
| 21 | DEL | Salomon Kalou | 93 108'' |
| 3  | DEF | Ashley Cole   | 108'     |

| 14 | MED | Alan Smith          | 92'  |
| 22 | DEF | John O'Shea         | 112' |
| 20 | DEL | Ole Gunnar Solskjær | 112' |

| 116' | Didier Drogba | 1 - 0 |

| 83 · 119 · 120 · 120 | Claude Makelele Salomon Kalou Paulo Ferreira Ashley Cole |

| 58 · 84 · 105 | Paul Scholes Nemanja Vidić Alan Smith |

| Principal  | Steve Bennett |
| Asistentes | Peter Kirkup  |
|            | Dave Bryan    |
| Cuarto     | Howard Webb   |

|  |                    |     |     |
|  | Tiros              | 18  | 12  |
|  | Tiros a puerta     | 4   | 4   |
|  | Faltas             | 18  | 18  |
|  | Saques de esquina  | 1   | 6   |
|  | Fueras de juego    | 0   | 5   |
|  | Posesión del balón | 50% | 50% |

| 1     | POR   | Petr Čech             |     |
| 20    | DEF   | Paulo Ferreira        |     |
| 5     | DEF   | Michael Essien        |     |
| 26    | DEF   | John Terry            |     |
| 18    | DEF   | Wayne Bridge          |     |
| 4     | MED   | Claude Makelele       |     |
| 12    | MED   | John Obi Mikel        |     |
| 8     | MED   | Frank Lampard         |     |
| 24    | MED   | Shaun Wright-Phillips | 93' |
| 10    | MED   | Joe Cole              | 45' |
| 11    | DEL   | Didier Drogba         |     |
| D. T. | D. T. | José Mourinho         |     |

| 1     | POR   | Edwin van der Sar |      |
| 6     | DEF   | Wes Brown         |      |
| 5     | DEF   | Rio Ferdinand     |      |
| 15    | DEF   | Nemanja Vidić     |      |
| 4     | DEF   | Gabriel Heinze    |      |
| 24    | MED   | Darren Fletcher   | 92'  |
| 18    | MED   | Paul Scholes      |      |
| 16    | MED   | Michael Carrick   | 112' |
| 7     | MED   | Cristiano Ronaldo |      |
| 11    | DEL   | Ryan Giggs        | 112' |
| 8     | DEL   | Wayne Rooney      |      |
| D. T. | D. T. | Sir Alex Ferguson |      |

| 16 | MED | Arjen Robben  | 45'      |
| 21 | DEL | Salomon Kalou | 93 108'' |
| 3  | DEF | Ashley Cole   | 108'     |

| 14 | MED | Alan Smith          | 92'  |
| 22 | DEF | John O'Shea         | 112' |
| 20 | DEL | Ole Gunnar Solskjær | 112' |

| 116' | Didier Drogba | 1 - 0 |

| 83 · 119 · 120 · 120 | Claude Makelele Salomon Kalou Paulo Ferreira Ashley Cole |

| 58 · 84 · 105 | Paul Scholes Nemanja Vidić Alan Smith |

| Principal  | Steve Bennett |
| Asistentes | Peter Kirkup  |
|            | Dave Bryan    |
| Cuarto     | Howard Webb   |

|  |                    |     |     |
|  | Tiros              | 18  | 12  |
|  | Tiros a puerta     | 4   | 4   |
|  | Faltas             | 18  | 18  |
|  | Saques de esquina  | 1   | 6   |
|  | Fueras de juego    | 0   | 5   |
|  | Posesión del balón | 50% | 50% |

| 1     | POR   | Petr Čech             |     |
| 20    | DEF   | Paulo Ferreira        |     |
| 5     | DEF   | Michael Essien        |     |
| 26    | DEF   | John Terry            |     |
| 18    | DEF   | Wayne Bridge          |     |
| 4     | MED   | Claude Makelele       |     |
| 12    | MED   | John Obi Mikel        |     |
| 8     | MED   | Frank Lampard         |     |
| 24    | MED   | Shaun Wright-Phillips | 93' |
| 10    | MED   | Joe Cole              | 45' |
| 11    | DEL   | Didier Drogba         |     |
| D. T. | D. T. | José Mourinho         |     |

| 1     | POR   | Edwin van der Sar |      |
| 6     | DEF   | Wes Brown         |      |
| 5     | DEF   | Rio Ferdinand     |      |
| 15    | DEF   | Nemanja Vidić     |      |
| 4     | DEF   | Gabriel Heinze    |      |
| 24    | MED   | Darren Fletcher   | 92'  |
| 18    | MED   | Paul Scholes      |      |
| 16    | MED   | Michael Carrick   | 112' |
| 7     | MED   | Cristiano Ronaldo |      |
| 11    | DEL   | Ryan Giggs        | 112' |
| 8     | DEL   | Wayne Rooney      |      |
| D. T. | D. T. | Sir Alex Ferguson |      |

| 16 | MED | Arjen Robben  | 45'      |
| 21 | DEL | Salomon Kalou | 93 108'' |
| 3  | DEF | Ashley Cole   | 108'     |

| 14 | MED | Alan Smith          | 92'  |
| 22 | DEF | John O'Shea         | 112' |
| 20 | DEL | Ole Gunnar Solskjær | 112' |

| 116' | Didier Drogba | 1 - 0 |

| 83 · 119 · 120 · 120 | Claude Makelele Salomon Kalou Paulo Ferreira Ashley Cole |

| 58 · 84 · 105 | Paul Scholes Nemanja Vidić Alan Smith |

| Principal  | Steve Bennett |
| Asistentes | Peter Kirkup  |
|            | Dave Bryan    |
| Cuarto     | Howard Webb   |

|  |                    |     |     |
|  | Tiros              | 18  | 12  |
|  | Tiros a puerta     | 4   | 4   |
|  | Faltas             | 18  | 18  |
|  | Saques de esquina  | 1   | 6   |
|  | Fueras de juego    | 0   | 5   |
|  | Posesión del balón | 50% | 50% |

| 1     | POR   | Petr Čech             |     |
| 20    | DEF   | Paulo Ferreira        |     |
| 5     | DEF   | Michael Essien        |     |
| 26    | DEF   | John Terry            |     |
| 18    | DEF   | Wayne Bridge          |     |
| 4     | MED   | Claude Makelele       |     |
| 12    | MED   | John Obi Mikel        |     |
| 8     | MED   | Frank Lampard         |     |
| 24    | MED   | Shaun Wright-Phillips | 93' |
| 10    | MED   | Joe Cole              | 45' |
| 11    | DEL   | Didier Drogba         |     |
| D. T. | D. T. | José Mourinho         |     |

| 1     | POR   | Edwin van der Sar |      |
| 6     | DEF   | Wes Brown         |      |
| 5     | DEF   | Rio Ferdinand     |      |
| 15    | DEF   | Nemanja Vidić     |      |
| 4     | DEF   | Gabriel Heinze    |      |
| 24    | MED   | Darren Fletcher   | 92'  |
| 18    | MED   | Paul Scholes      |      |
| 16    | MED   | Michael Carrick   | 112' |
| 7     | MED   | Cristiano Ronaldo |      |
| 11    | DEL   | Ryan Giggs        | 112' |
| 8     | DEL   | Wayne Rooney      |      |
| D. T. | D. T. | Sir Alex Ferguson |      |

| 16 | MED | Arjen Robben  | 45'      |
| 21 | DEL | Salomon Kalou | 93 108'' |
| 3  | DEF | Ashley Cole   | 108'     |

| 14 | MED | Alan Smith          | 92'  |
| 22 | DEF | John O'Shea         | 112' |
| 20 | DEL | Ole Gunnar Solskjær | 112' |

| 116' | Didier Drogba | 1 - 0 |

| 83 · 119 · 120 · 120 | Claude Makelele Salomon Kalou Paulo Ferreira Ashley Cole |

| 58 · 84 · 105 | Paul Scholes Nemanja Vidić Alan Smith |

| Principal  | Steve Bennett |
| Asistentes | Peter Kirkup  |
|            | Dave Bryan    |
| Cuarto     | Howard Webb   |

|  |                    |     |     |
|  | Tiros              | 18  | 12  |
|  | Tiros a puerta     | 4   | 4   |
|  | Faltas             | 18  | 18  |
|  | Saques de esquina  | 1   | 6   |
|  | Fueras de juego    | 0   | 5   |
|  | Posesión del balón | 50% | 50% |

## Goleadores
| N.º | Jugador         | Club                   | Goles |
| --- | --------------- | ---------------------- | ----- |
| 1   | Frank Lampard   | Chelsea                | 6     |
| 2   | Andy Bishop     | Bury                   | 5     |
| 2   | Darren Huckerby | Norwich City           | 5     |
| 2   | Robbie Keane    | Tottenham Hotspur      | 5     |
| 2   | Wayne Rooney    | Manchester United      | 5     |
| 2   | Mark Viduka     | Middlesbrough          | 5     |
| 7   | Yakubu          | Middlesbrough          | 4     |
| 7   | Matt Derbyshire | Blackburn Rovers       | 4     |
| 7   | Phil Jevons     | Bristol City           | 4     |
| 7   | Leroy Lita      | Reading                | 4     |
| 7   | Jake Robinson   | Brighton & Hove Albion | 4     |
| 7   | Richard Walker  | Bristol Rovers         | 4     |

|                       |
| Campeón               |
| Bandera de Inglaterra |
| Chelsea               |
| 4º título             |